# Villa Lante
Pour l’article homonyme, voir Villa Lante (Rome).

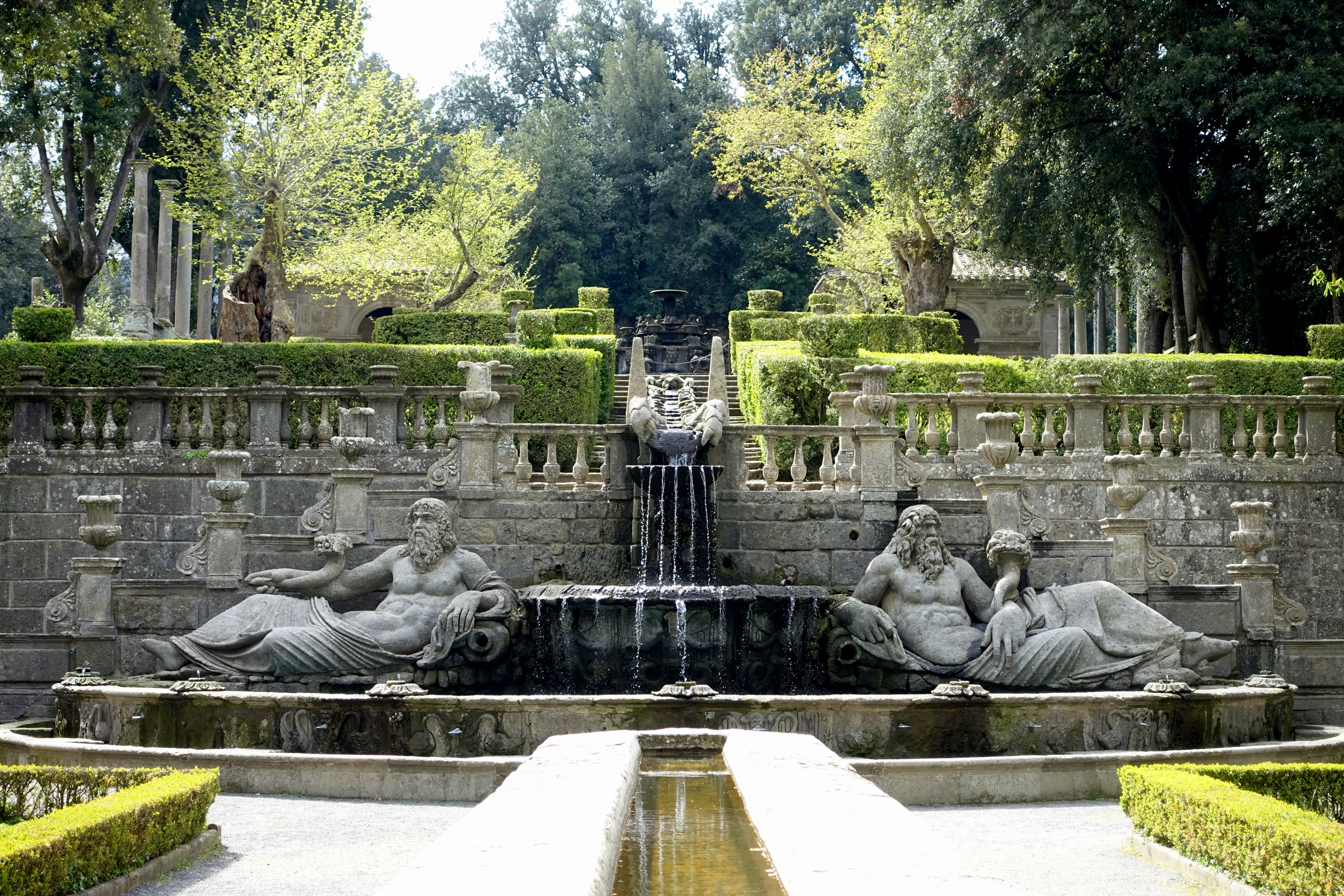
Les jardins de la villa Lante

La villa Lante se trouve dans la localité de Bagnaia, près de Viterbe, au nord du Latium (Italie). Attribuée à Giacomo Barozzi da Vignola (encore qu'il n'existe pas de document d'époque pour en apporter la preuve), elle possède des jardins représentatifs du maniérisme des « jardins à surprises » de la Renaissance, comparables à ceux de Bomarzo. Ils sont classés parmi les Grandi Giardini Italiani.
La villa est connue sous le nom de « villa Lante de Bagnaia ». Elle ne reçut toutefois cette dénomination qu'au XVIIe siècle, quand elle devint la propriété d'Ippolito Lante Montefeltro della Rovere, duc de Bomarzo, alors qu'elle existait déjà depuis une centaine d'années. Auparavant elle s'appelait la villa Gambara.
Bagnaia se situe le long de la Via Francigena, route de pèlerinage qui traverse les monts Cimini.
Il existe une autre « villa Lante », qui se trouve à Rome.

## Jardins

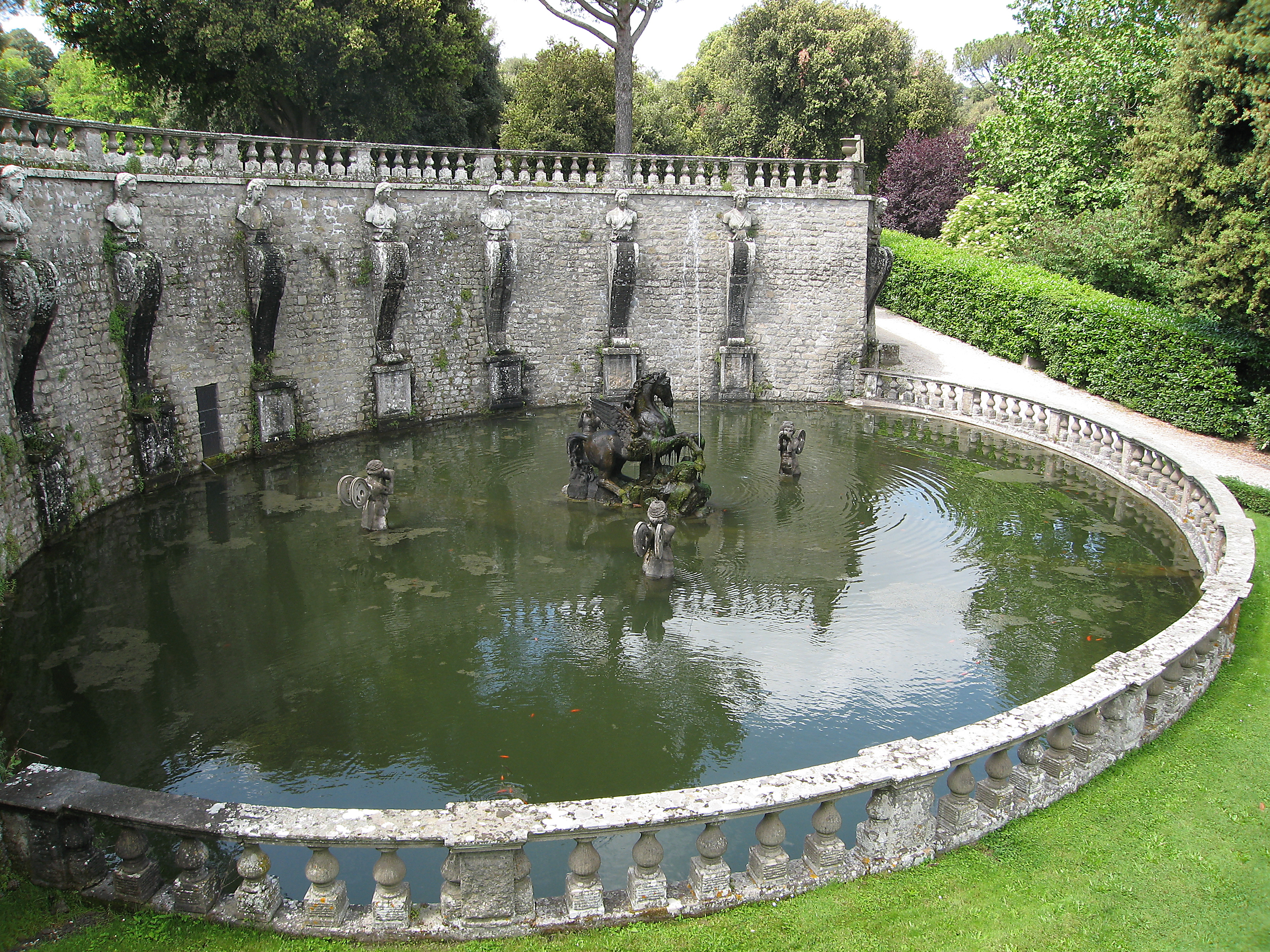
La fontaine de Pégase

## Sources
- (en) Cet article est partiellement ou en totalité issu de l’article de Wikipédia en anglais intitulé « Villa Lante » (voir la liste des auteurs).